# Dimulești, Vâlcea
Dimulești este un sat în comuna Mădulari din județul Vâlcea, Oltenia, România.

## Vezi și
- Biserica de lemn din Dimulești

 Acest articol despre o localitate din județul Vâlcea este deocamdată un ciot. Puteți ajuta Wikipedia prin completarea lui.